# غاري بيردن
غاري بيردن (بالإنجليزية: Gary Burden)‏ هو مصمم ملصقات ‏ أمريكي، ولد في 23 مايو 1933، وتوفي في 9 مارس 2018.

## وصلات خارجية
- غاري بيردن على موقع ميوزك برينز (الإنجليزية)